# Усон уулу, Эсенбек
Эсенбек Усон уулу (род. 29 июня 1996) — киргизский футболист, защитник клуба «Нефтчи» (Кочкор-Ата).

## Биография
Начал карьеру в 2018 году в клубе «Нефтчи» из города Кочкор-Ата. В составе команды выступает под номером 12. Участник Кубка АФК в 2020 (квалификационный раунд) и 2022 (групповой этап) годах. Вместе с командой стал финалистом Кубка Кыргызстана 2022 года.

## Достижения
- Финалист Кубка Кыргызстана: 2022